# Chlorops brachyptera
Chlorops brachyptera är en tvåvingeart som först beskrevs av Dufour 1833.  Chlorops brachyptera ingår i släktet Chlorops och familjen fritflugor.
Artens utbredningsområde är Spanien. Inga underarter finns listade i Catalogue of Life.